# Carlo Dolci
Carlo Dolci (též Carlino Dolci; 25. května 1616 – 17. ledna 1686) byl italský malíř barokního období, působící hlavně ve Florencii, známý svými propracovanými náboženskými obrazy, často opakovanými v mnoha verzích.

## Život
Narodil se ve Florencii, z matčiny strany byl vnukem malíře. Ačkoli se jeho nadání projevilo již v mladém věku, kdy se učil u Jacopa Vignaliho, Dolci pracoval pomalu. Podle jeho životopisce Baldinucciho „trávil týdny malováním jedné nohy“. Jeho pečlivá technika se nehodila pro tvorbu rozsáhlých fresek. Osobně byl velmi zbožný muž a maloval hlavně náboženská témata. Jeho obrazy jsou většinou malé, i když vytvořil také několik děl v životní velikosti. Stejné téma často opakoval v několika verzích. Jeho dcera Agnese Dolciová, rovněž malířka, také vytvořila vynikající kopie jeho děl.

## Dílo

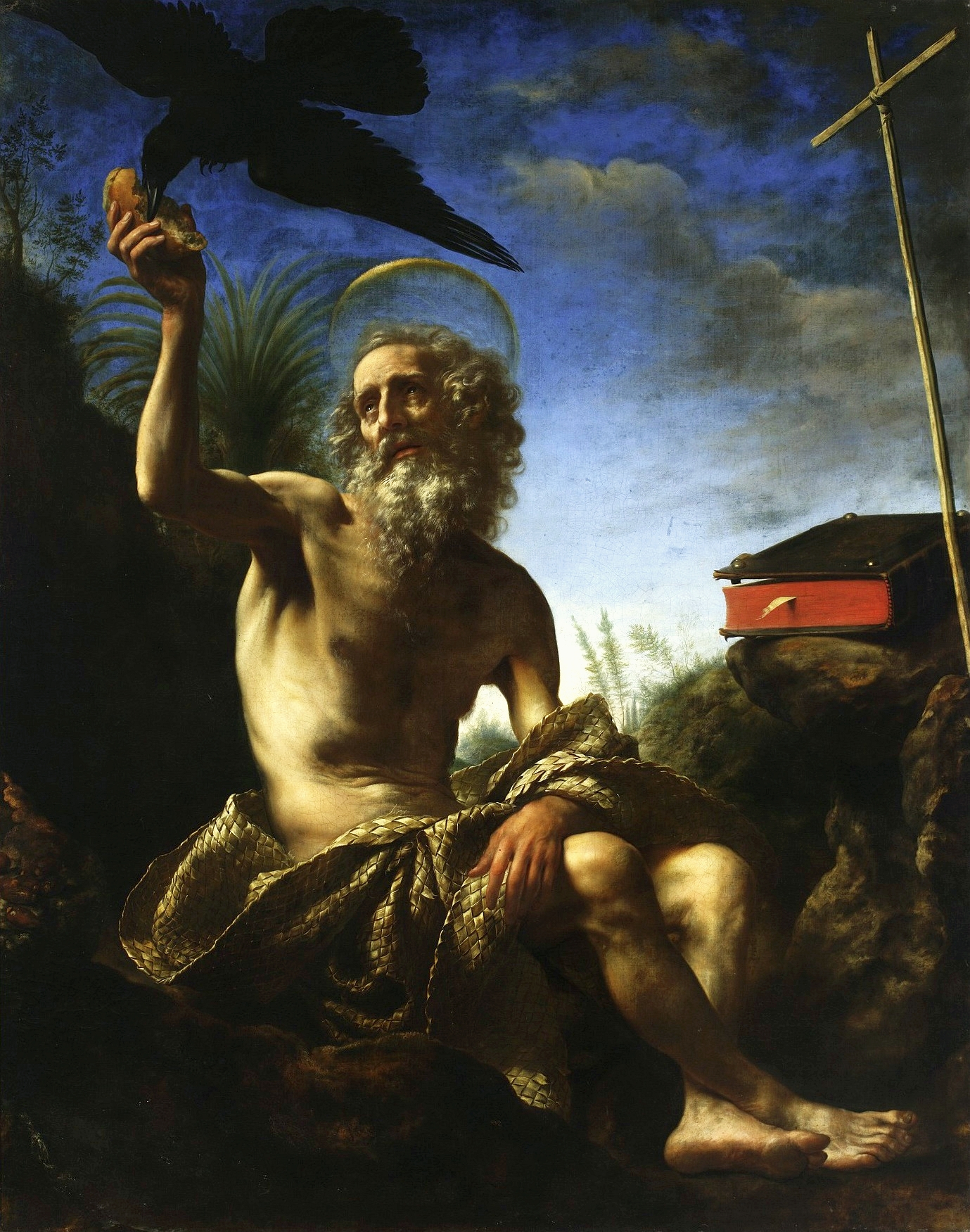
Svatý Pavel Poustevník, před rokem 1648, Národní muzeum ve Varšavě

Velkolepost, zářivé barvy a dynamické emoce boloňsko-římského baroka jsou Dolcimu a barokní Florencii cizí. I když zapadá do dlouhé tradice prestižního oficiálního florentského malířství, zdá se Dolci necitlivý vůči nové estetice a je spoutaný florentskou tradicí, která drží každou nakreslenou postavu pod mikroskopem akademismu. Wittkower ho popisuje jako florentský protějšek římského Sassoferrata, pokud jde o náboženskou tematiku. Pilkington prohlásil, že tah jeho štětce je „nevyslovitelně čistý ... ačkoli byl často odsuzován za nadměrnou práci věnovanou obrazům a za to, že jeho těla připomínala více slonovinu než vzhled masa“; tato vada byla patrná již u Agnola Bronzina.
Mezi jeho nejlepší díla patří Sv. Sebastian; Čtyři evangelisté ve Florencii; Kristus lámající chléb; Sv. Cecílie u varhan; Adorace tří králů v Národní galerii v Londýně; Čtoucí sv. Kateřina a sv. Ondřej se modlí před svým ukřižováním (1646) v Palazzo Pitti. Již v šestnácti letech dokončil portrét Fra Ainolfa de 'Bardiho. Namaloval také velký oltářní obraz (1656) pro kostel Sant'Andrea Cennano v Montevarchi. Jak bylo typické pro florentské malíře, jednalo se o obraz o obrazu a Panna Maria Sorianská na něm drží zázračný obraz sv. Dominika.

## Galerie

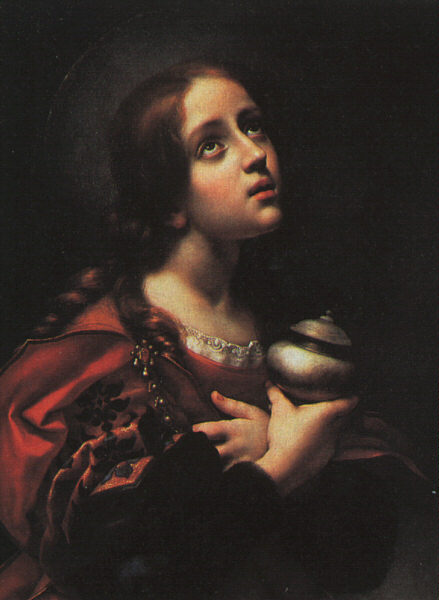
Máří Magdalena
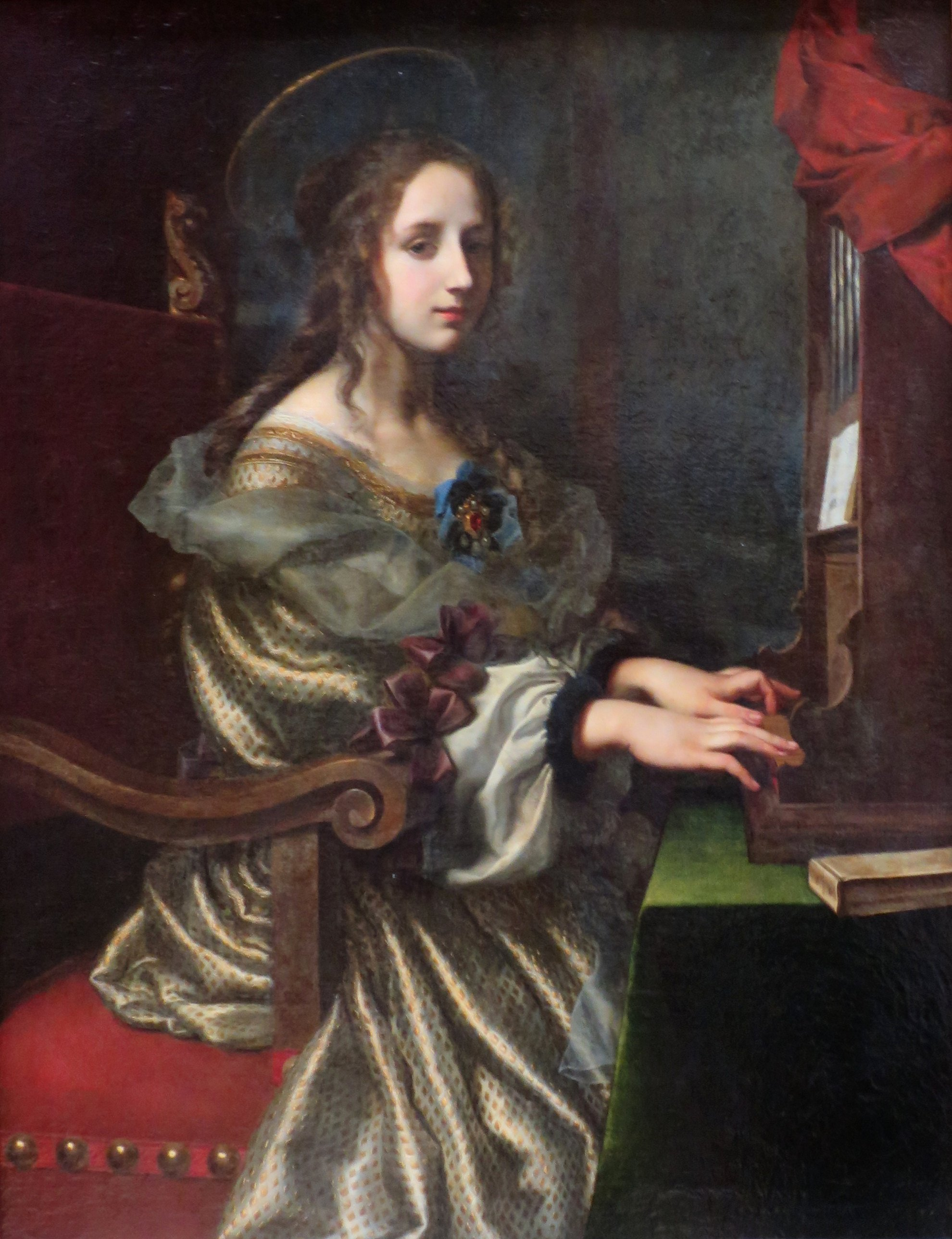
Sv. Cecilie
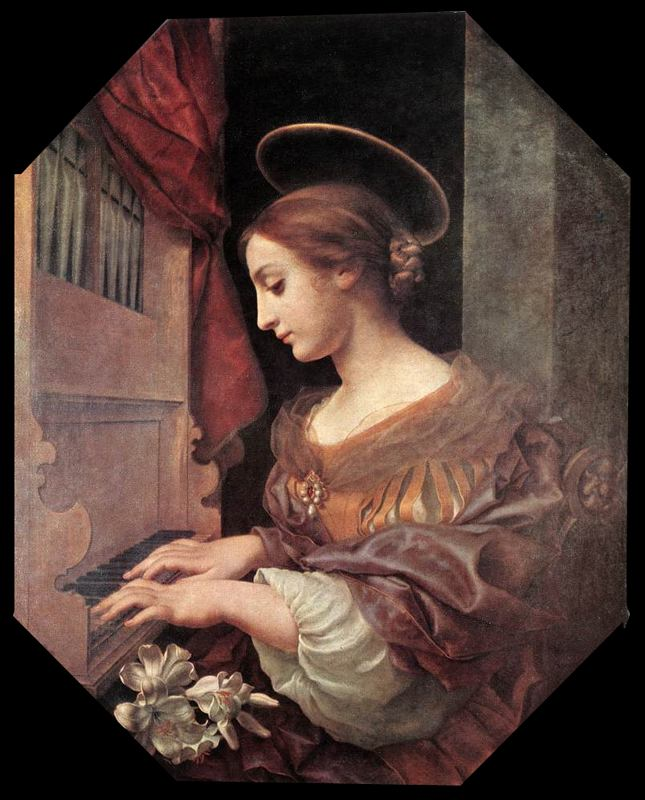
Sv. Cecilie
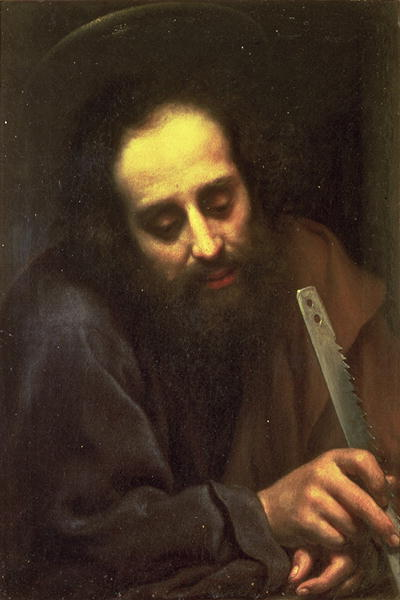
Sv. Šimon
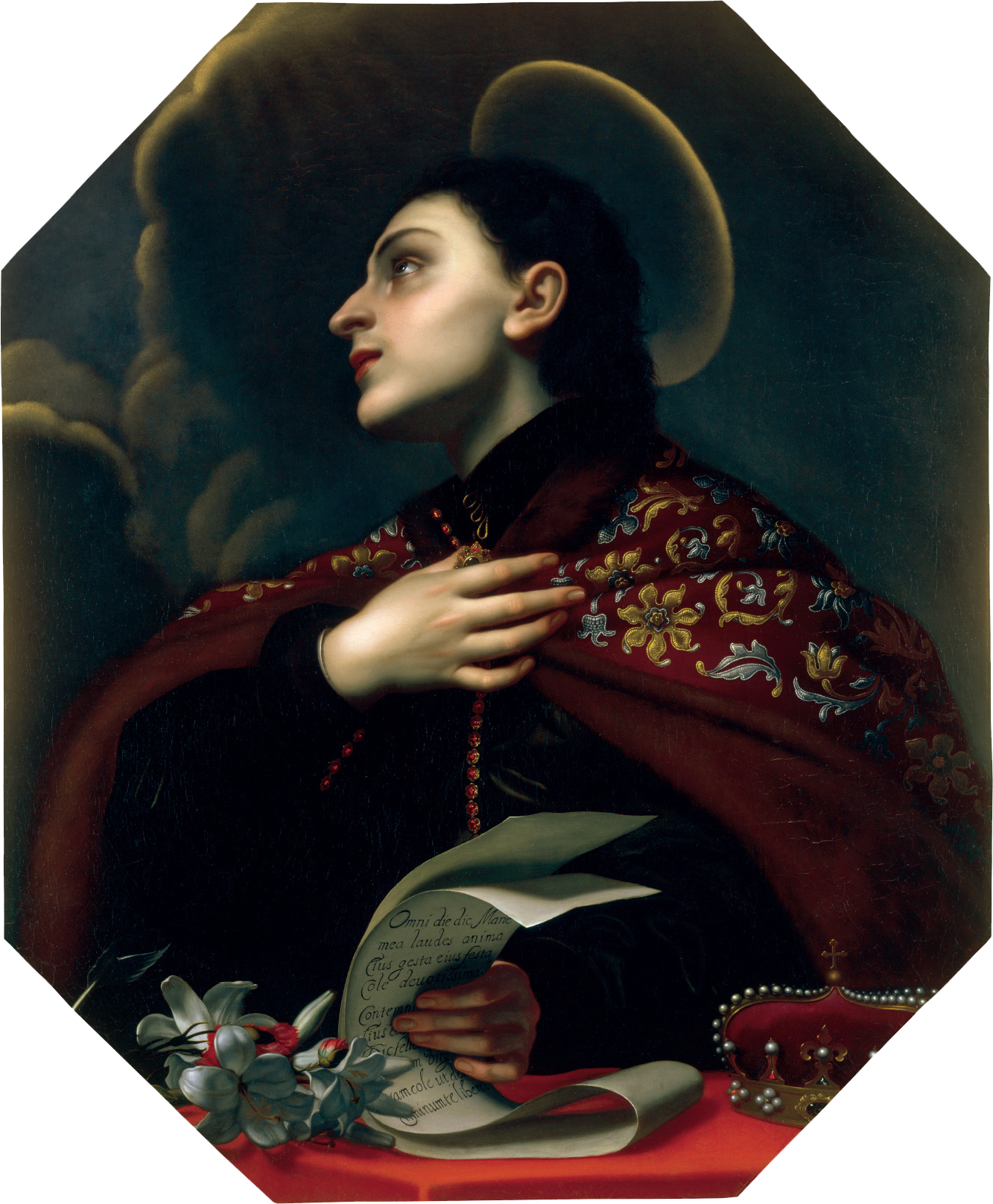
Sv. Kazimír
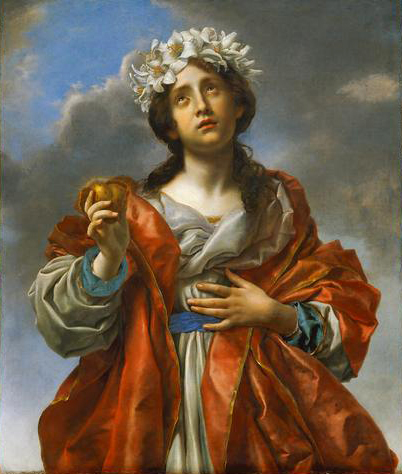
Světice se zlatým srdcem
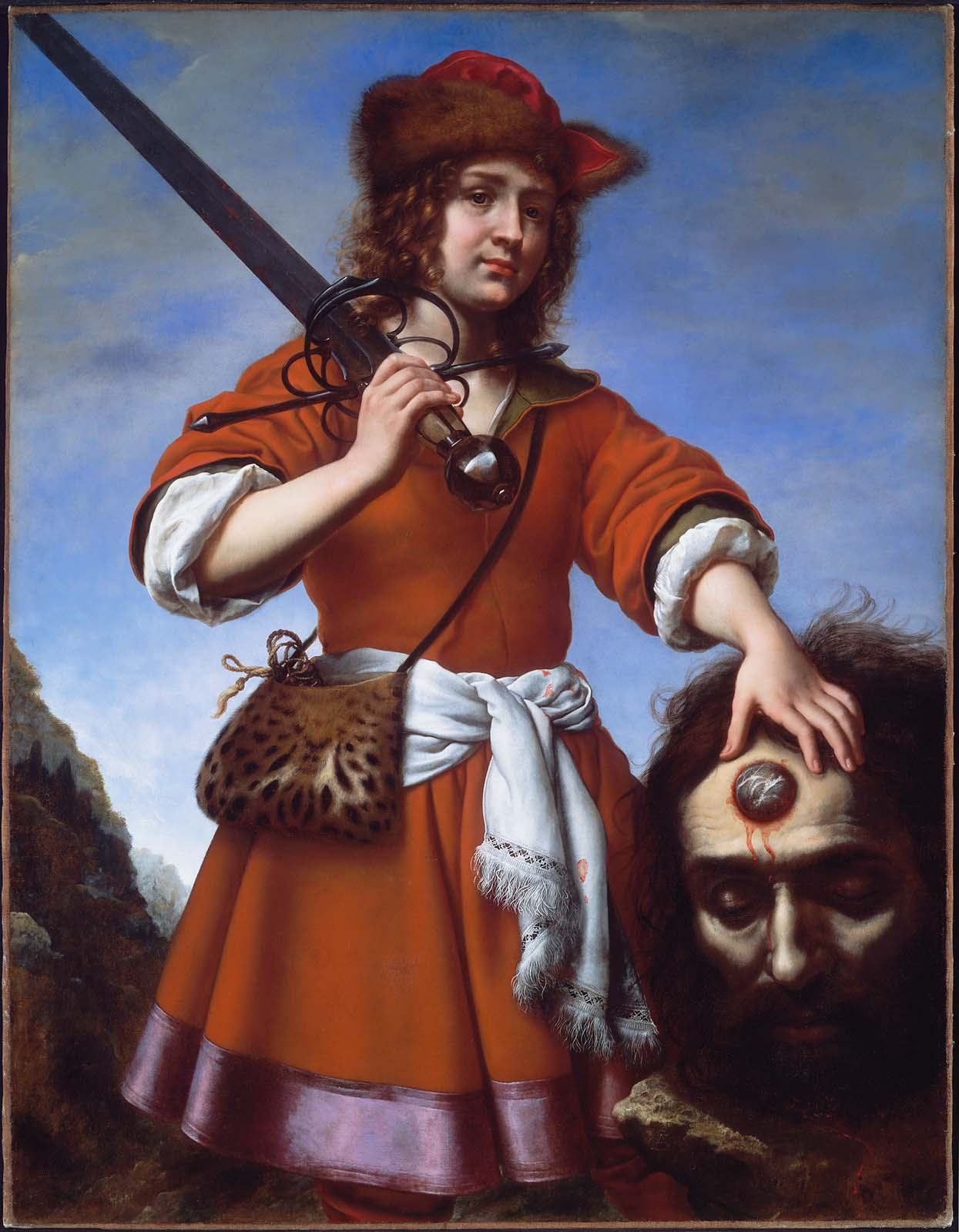
David s hlavou Goliáše
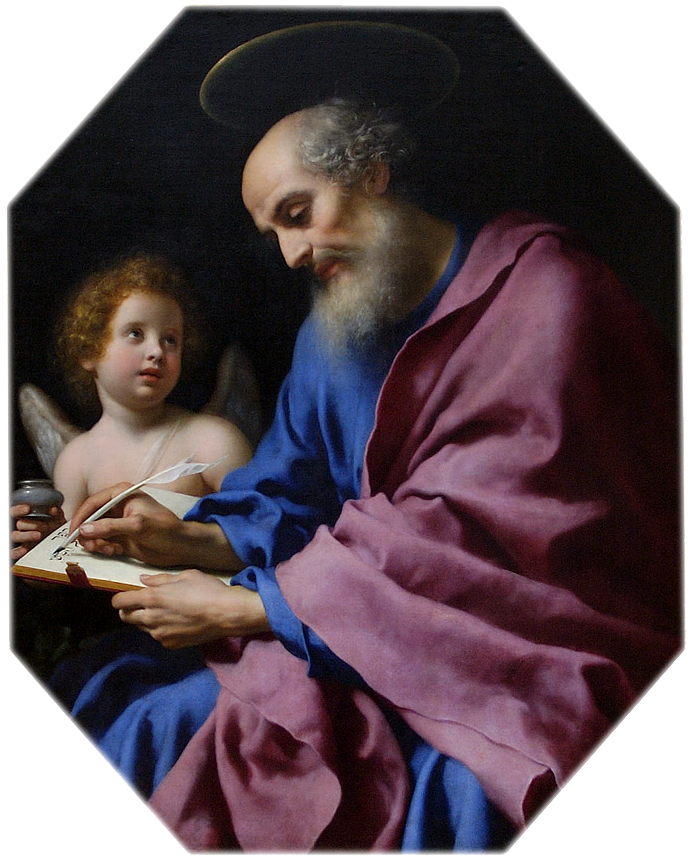
Sv. Matouš
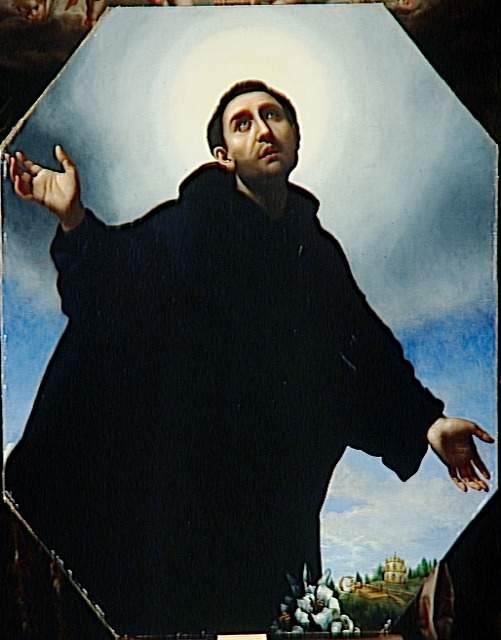
Sv. Filip Benizzi
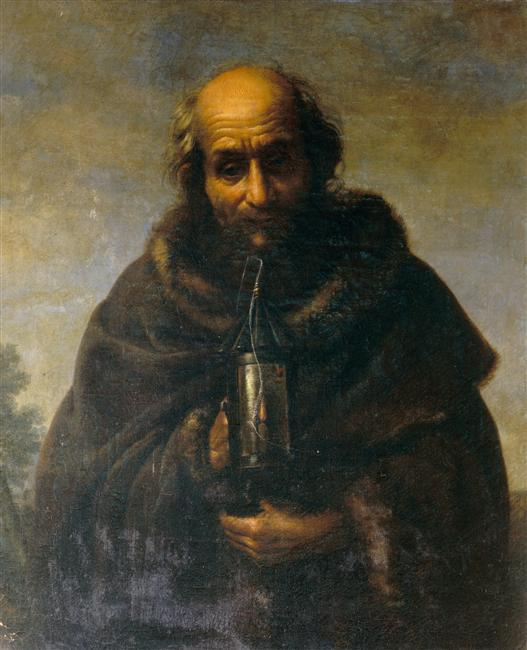
Diogénes
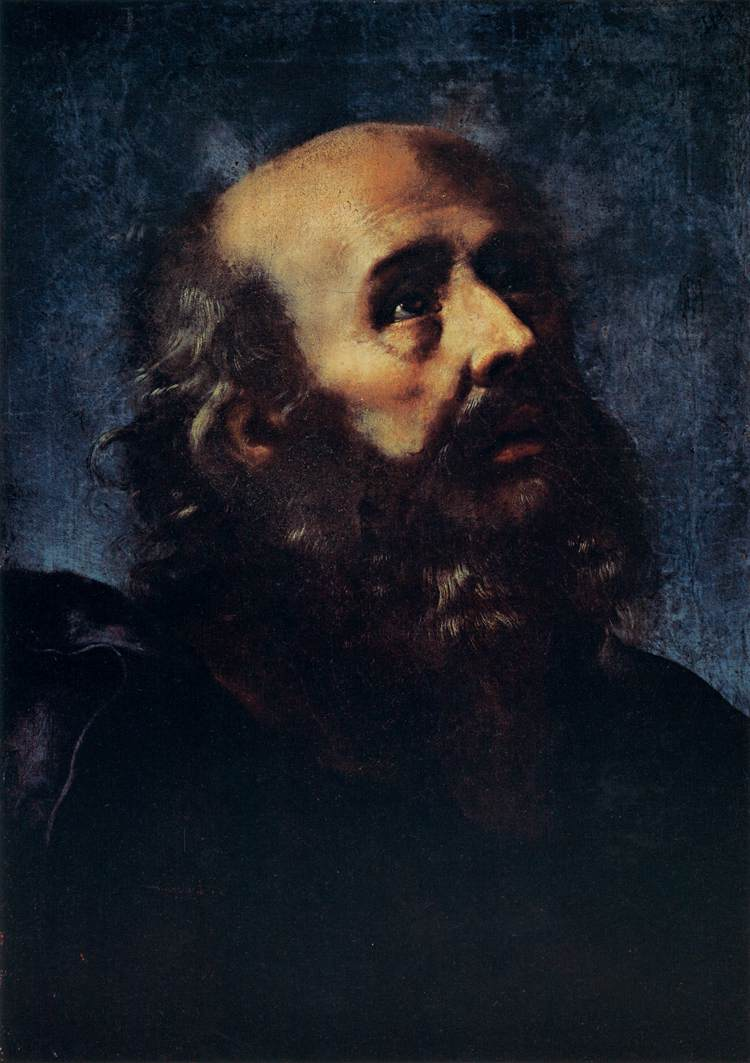
Mojžíš
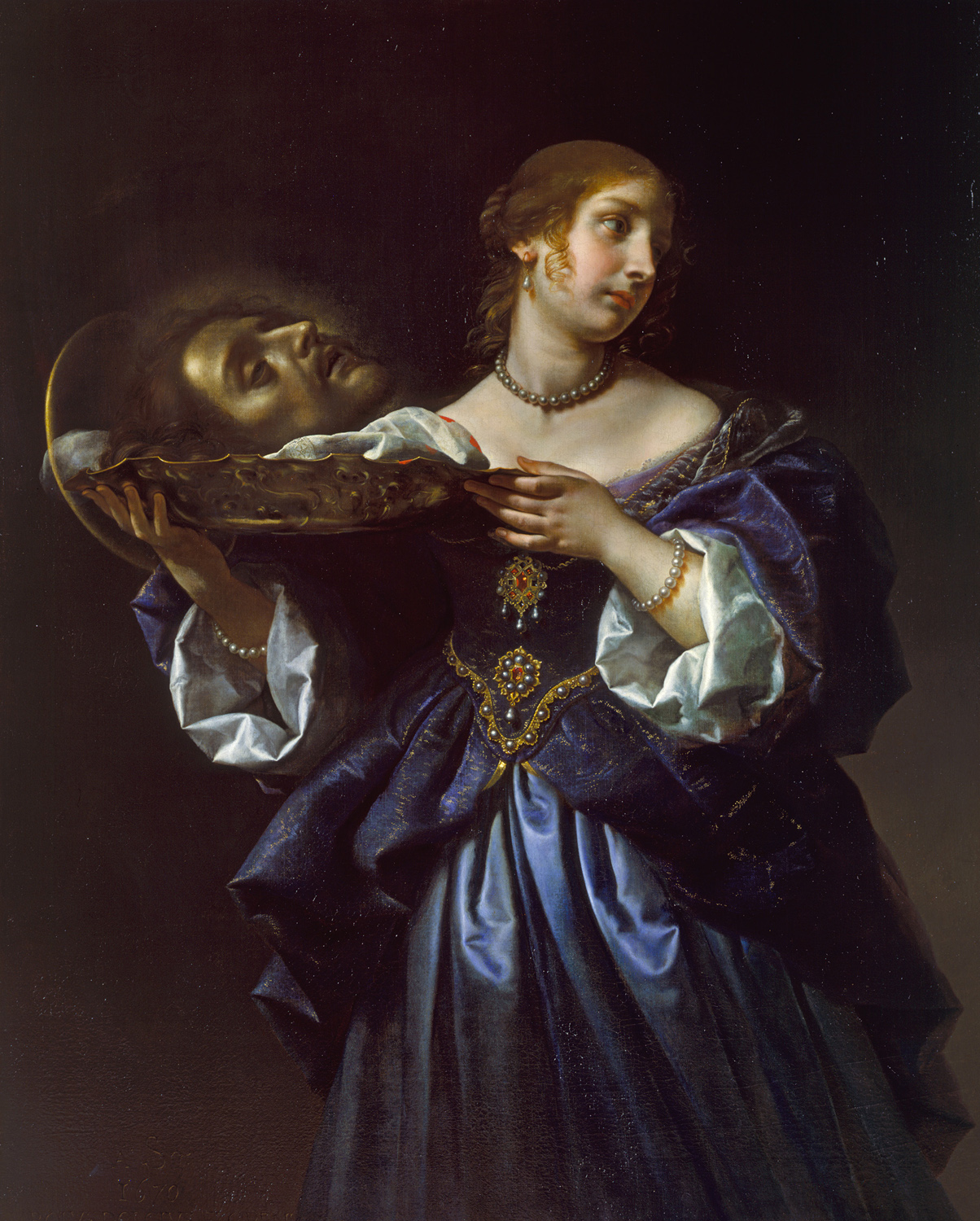
Salomé s hlavou sv. Jana Křtitele
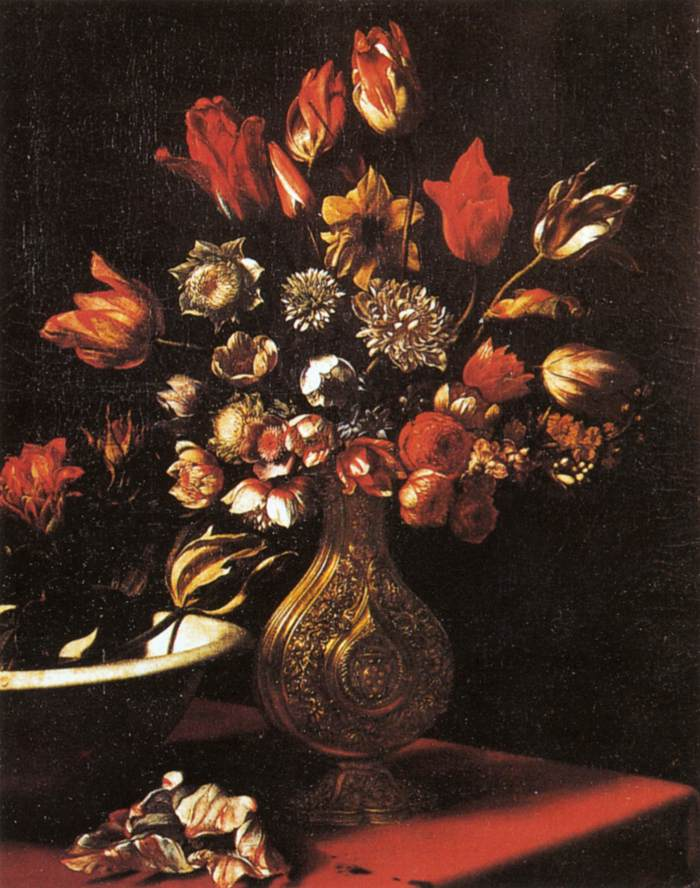
Váza s květinami
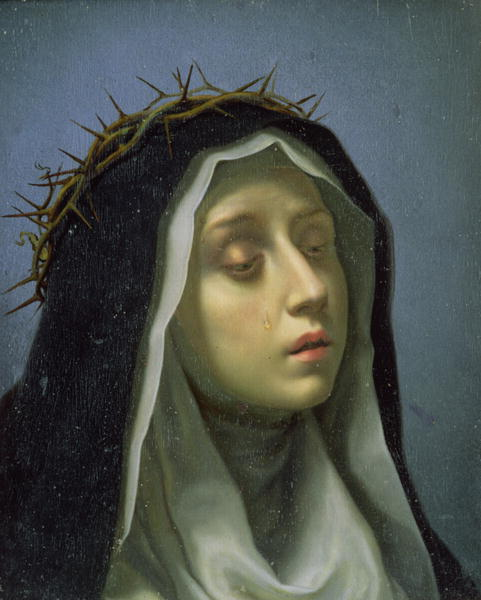
Sv. Kateřina Sienská
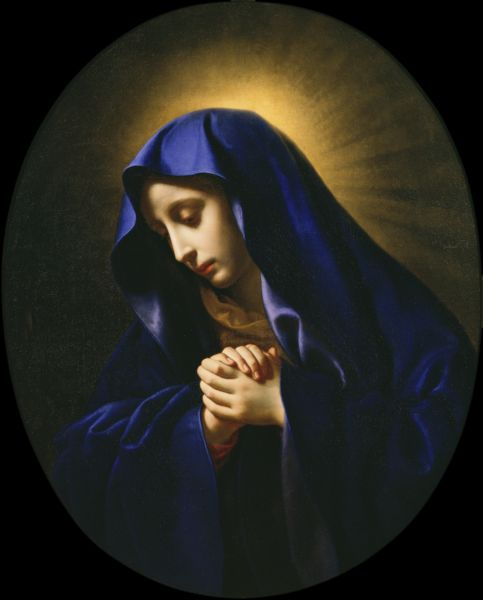
Mater Dolorosa
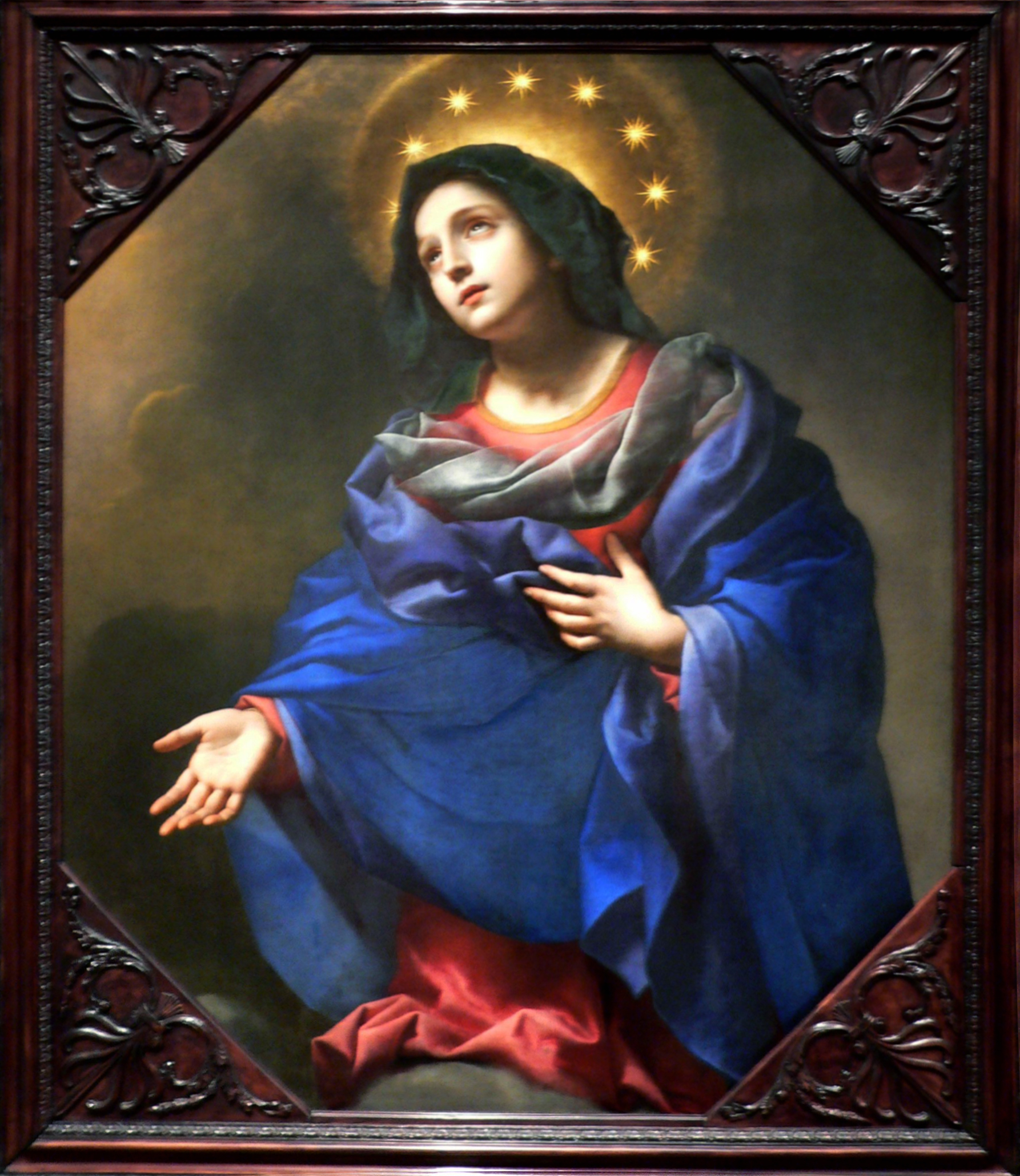
Madona
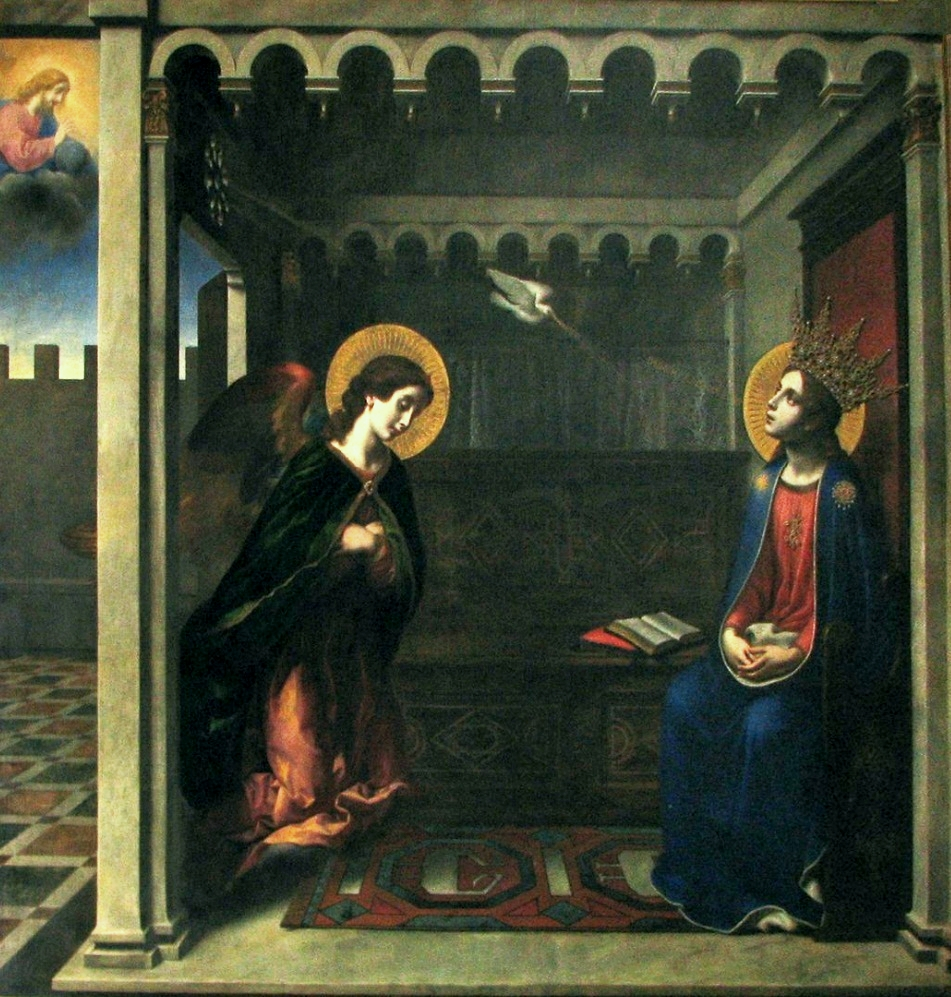
Zvěstování
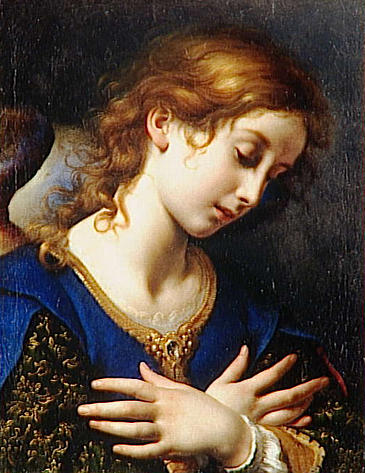
Zvěstování (anděl)
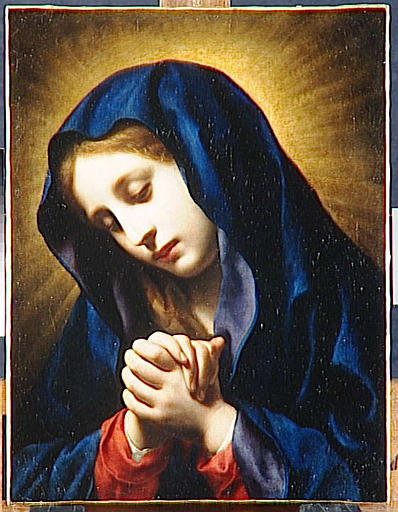
Zvěstování (Panna)
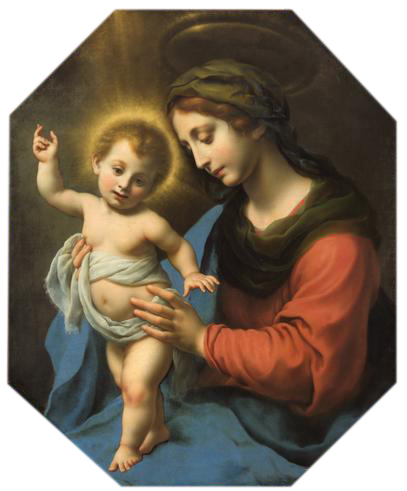
Madona s dítětem
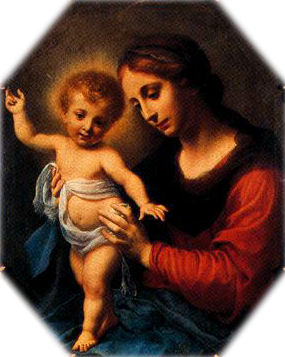
Madona s dítětem
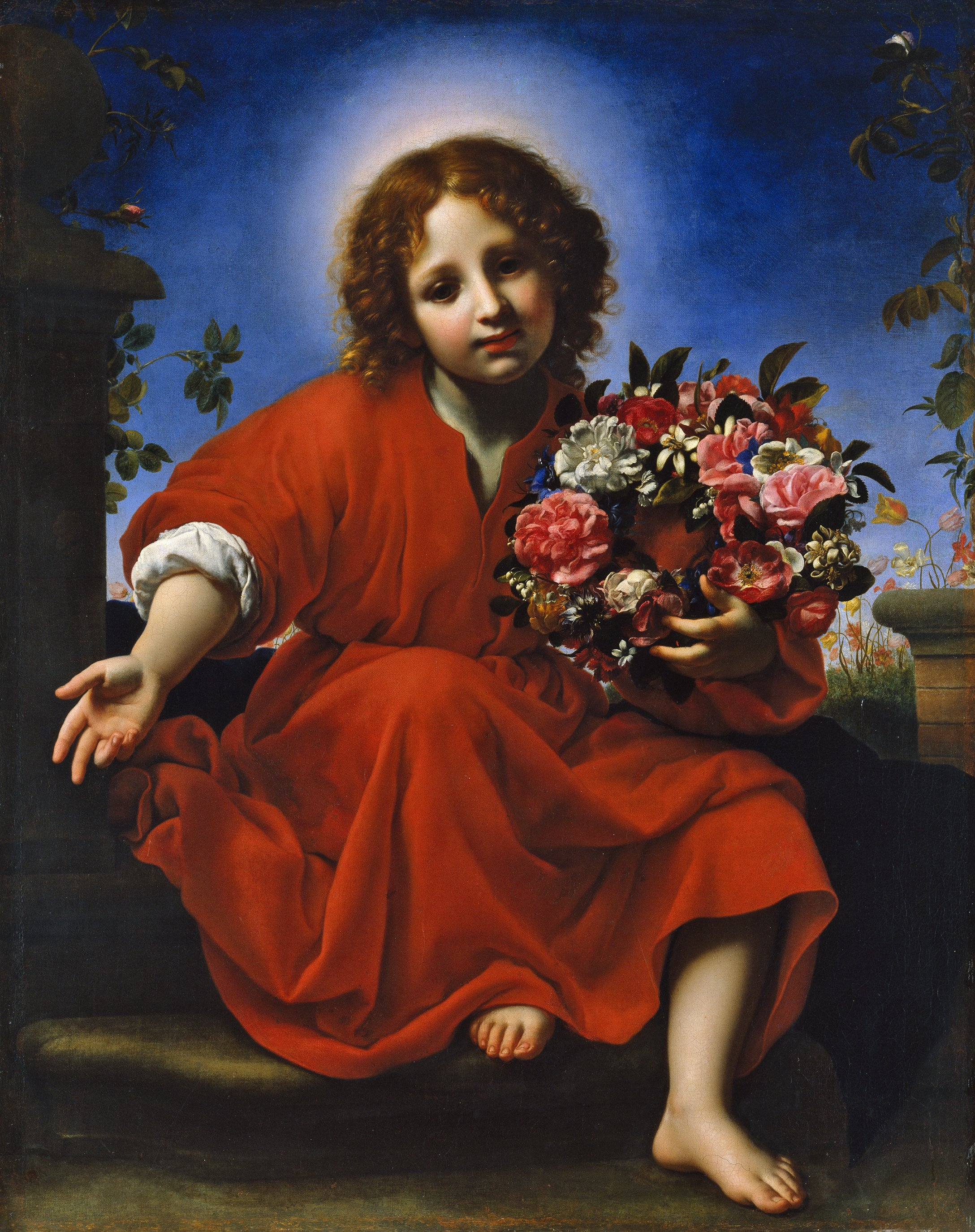
Ježíš s květy (1663)
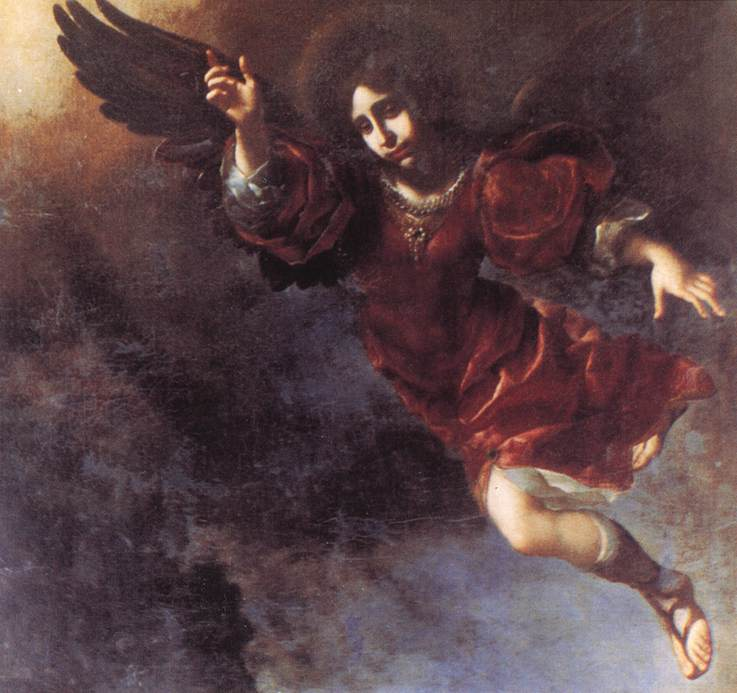
Anděl strážný
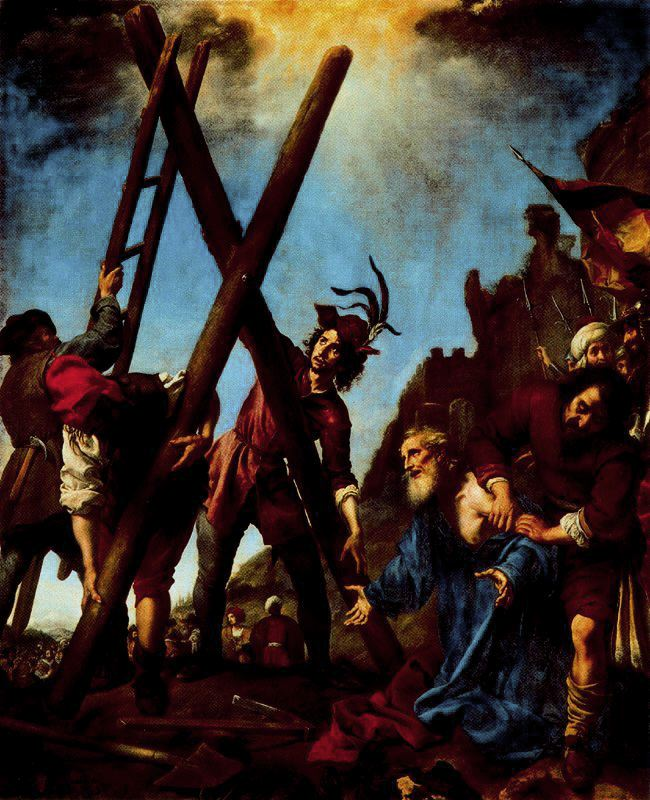
Ukřižování sv. Ondřeje
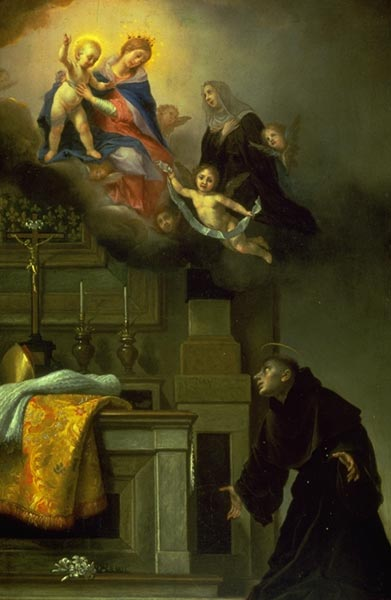
Vidění sv. Ludvíka (1675)
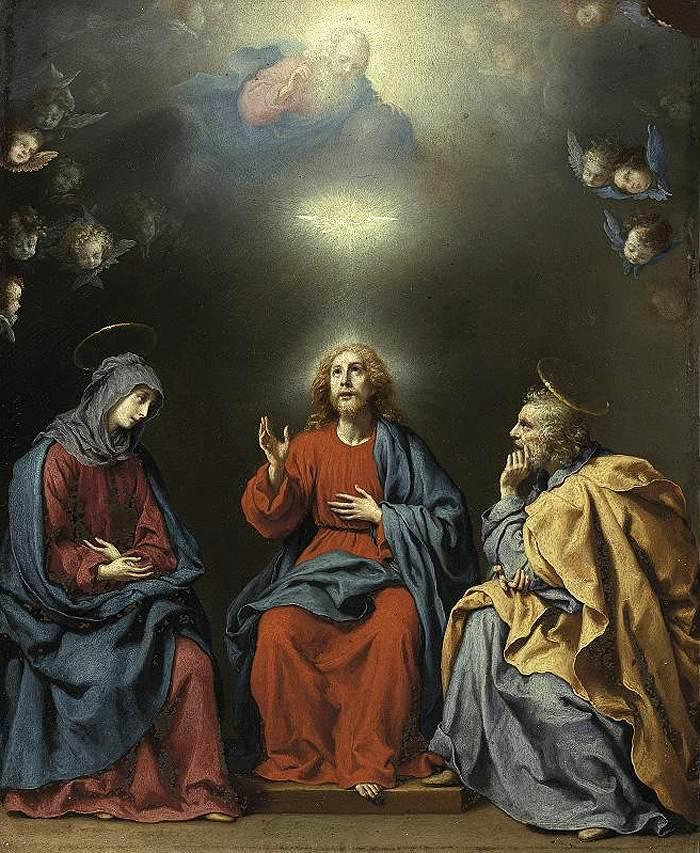
Svatá Rodina s Bohem Otcem a Duchem svatým
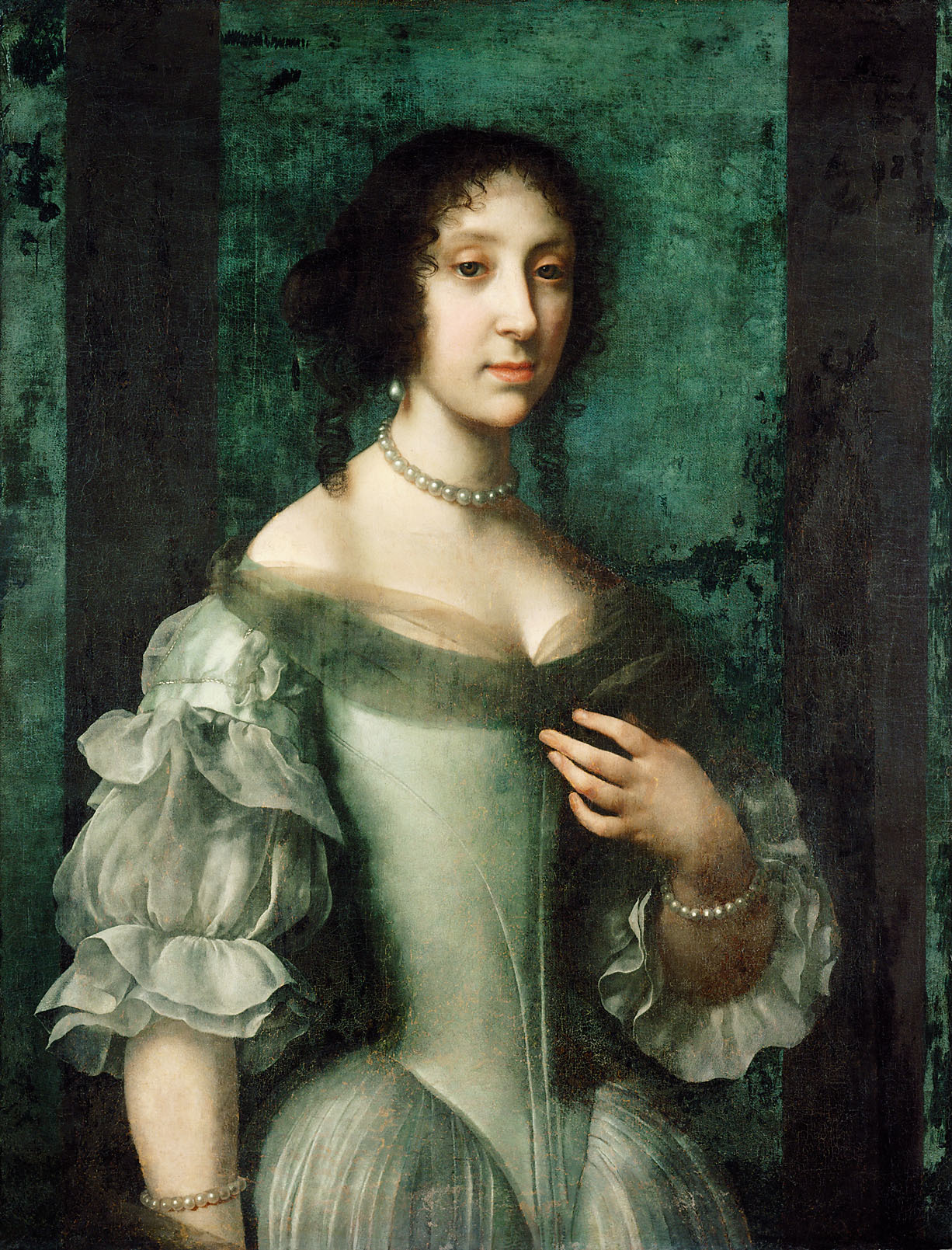
Arcivévodkyně Klaudie Felicitas Tyrolská
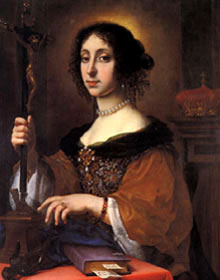
Klaudie Felicitas Tyrolská
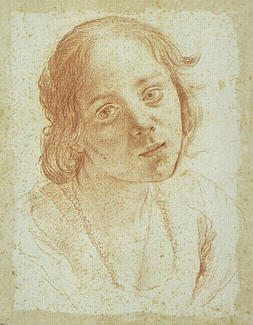
Teresa Bucherelliová
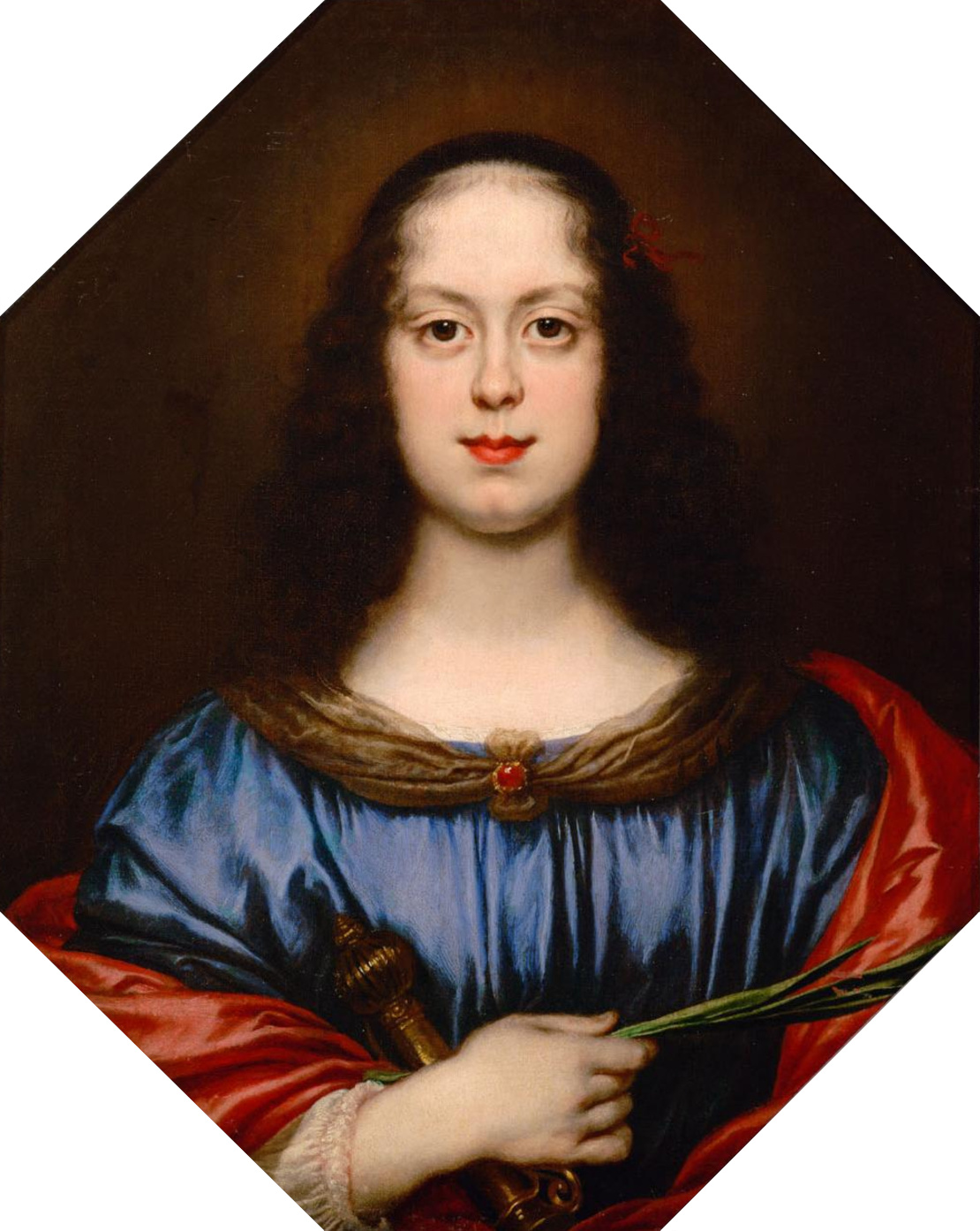
Vittoria della Rovere
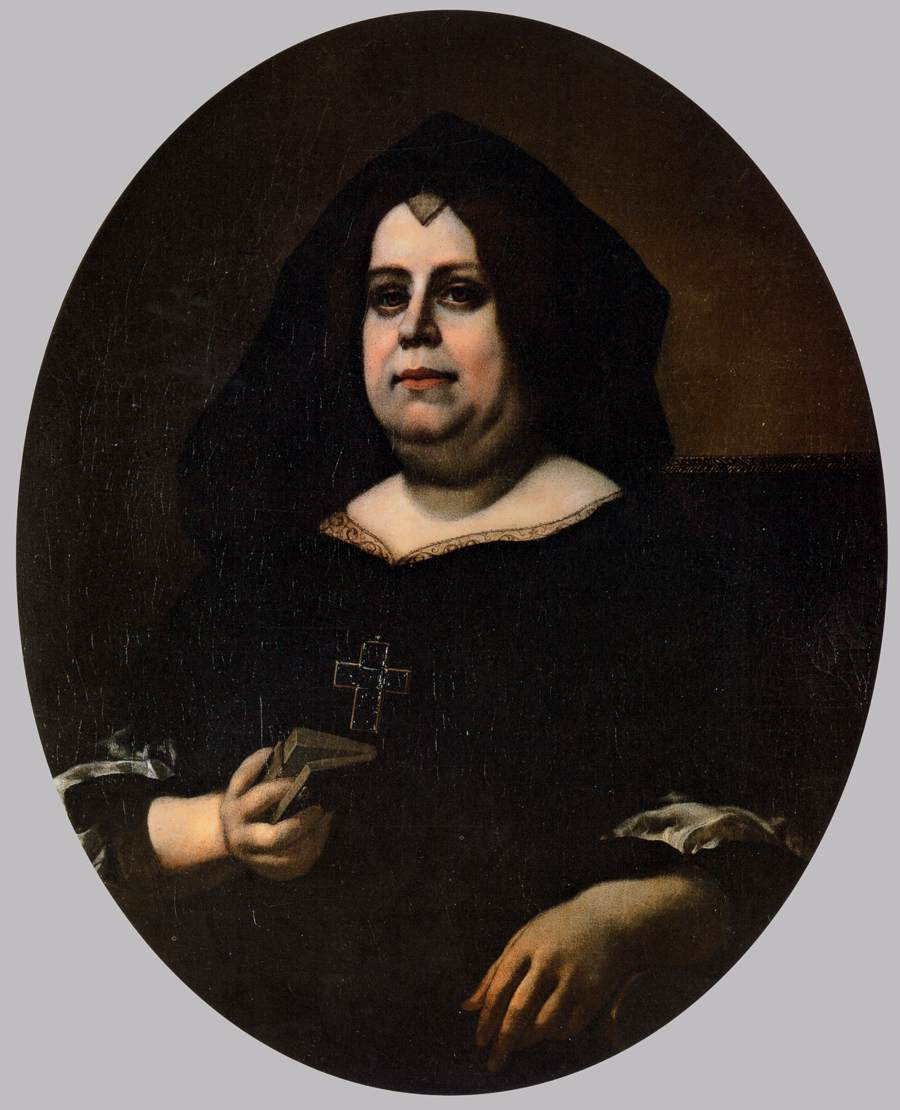
Vittoria della Rovere jako vdova
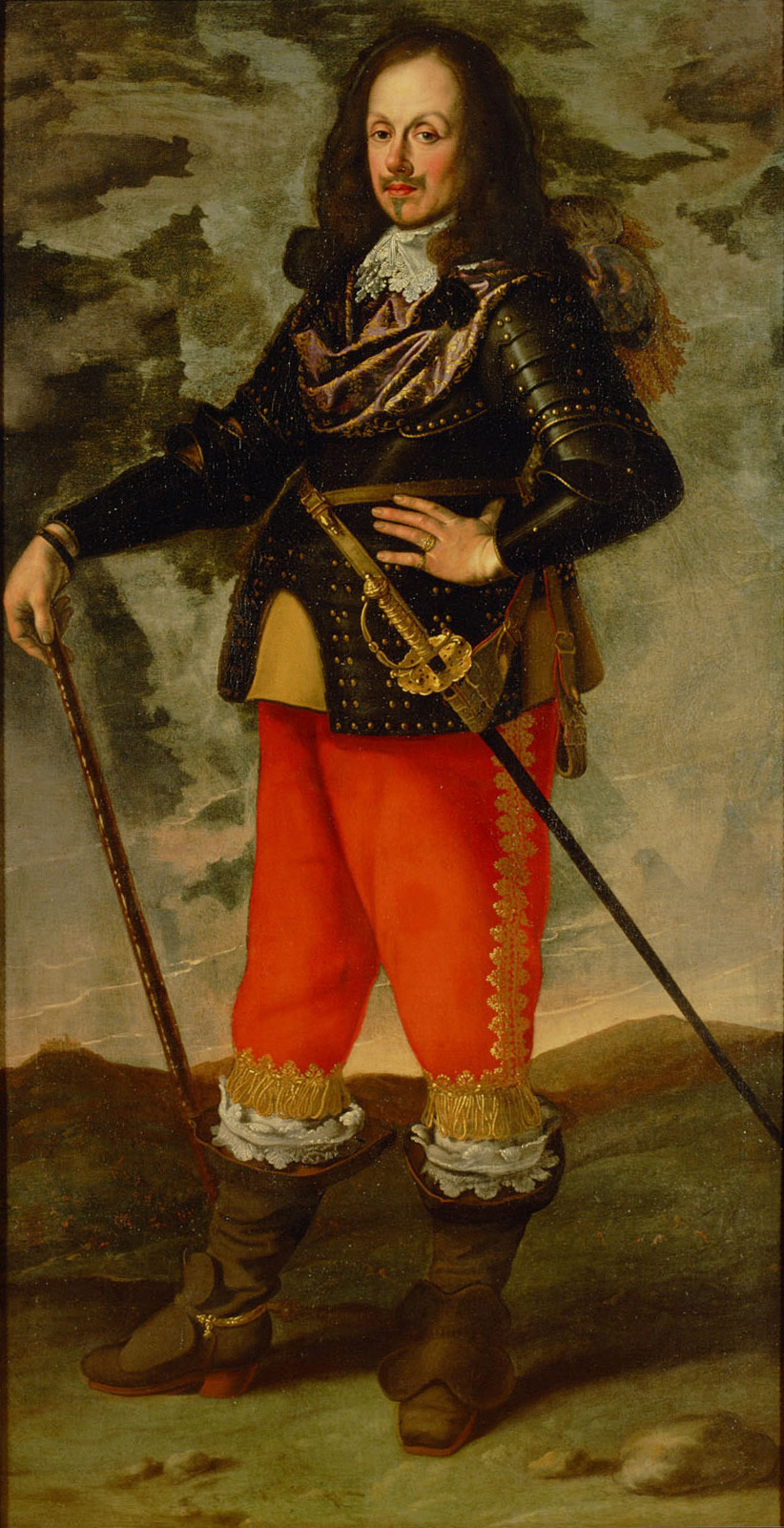
Mattias de' Medici (1635)
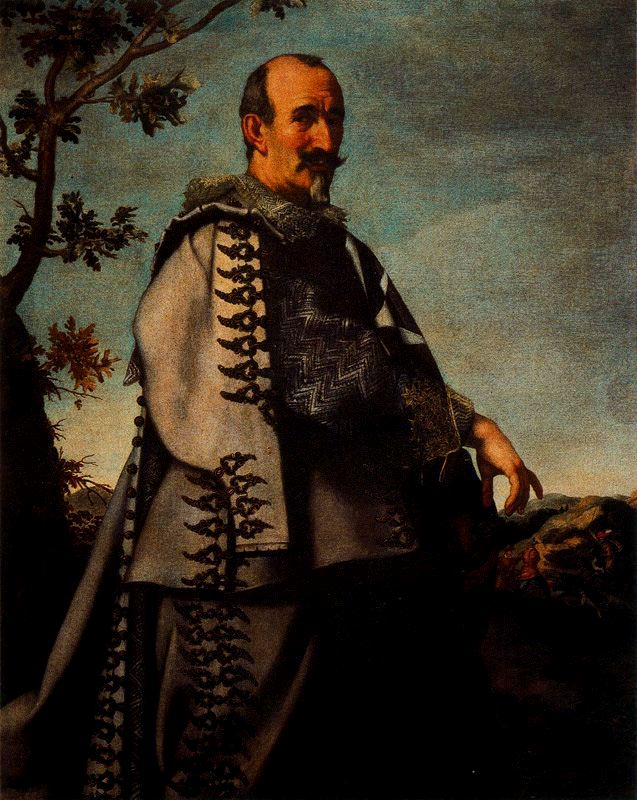
Ainolfo de Bardi
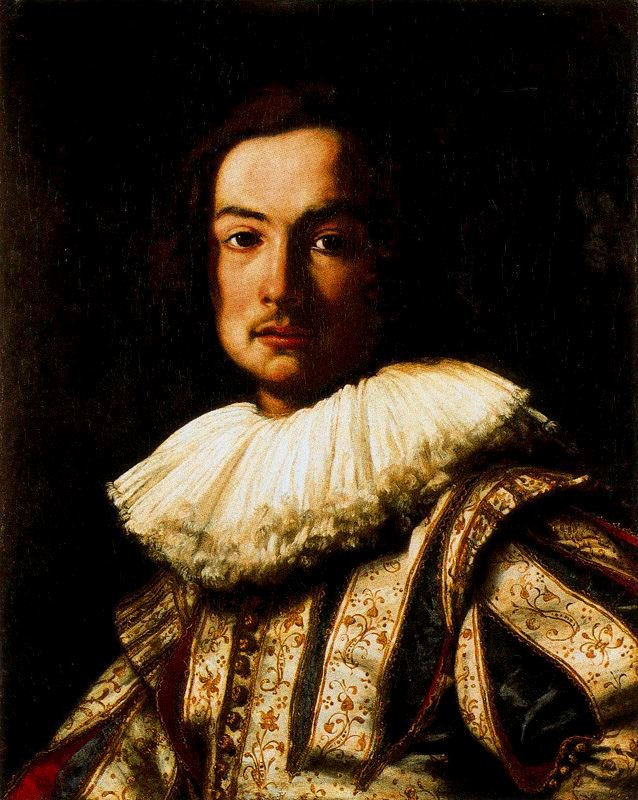
Stefano della Bella
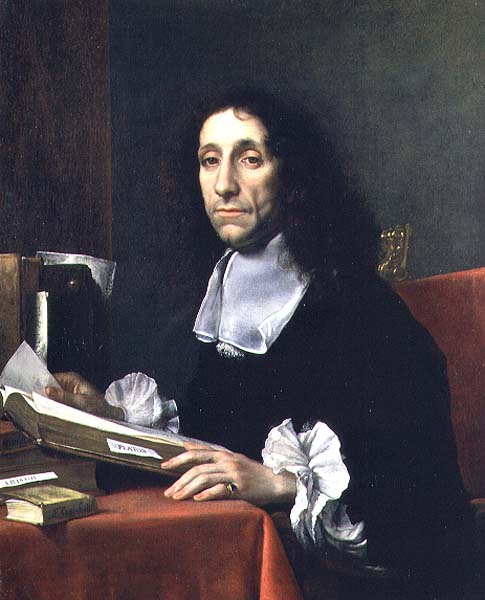
Sir Thomas Baines